# Himalhoplia furcata
Himalhoplia furcata är en skalbaggsart som beskrevs av Guido Sabatinelli 1983. Himalhoplia furcata ingår i släktet Himalhoplia och familjen Melolonthidae. Inga underarter finns listade i Catalogue of Life.